# Askold Ivanovitch Vinogradov
Pour les articles homonymes, voir Vinogradov.
Ne doit pas être confondu avec Ivan Vinogradov.
Askold Ivanovitch Vinogradov (russe : Аско́льд Ива́нович Виногра́дов) (1929 - 31 décembre 2005) est un mathématicien russe qui travaillait en théorie analytique des nombres. On a donné son nom et celui d'Enrico Bombieri au théorème de Bombieri-Vinogradov car tous deux ont publié sur un sujet lié à ce théorème.

## Note et référence
1. ↑  (en + ru) A. I. Vinogradov, « The density hypothesis for Dirichlet L-series », Izv. Akad. Nauk SSSR Ser. Mat., vol. 29, 1965, p. 903-934 ; Corrigendum, ibid., vol. 30, 1966, p. 719-720